# Decreto Ley de indulto de 1969
El Decreto-ley 10/1969, de 31 de marzo, por el que se declara la prescripción de todos los delitos cometidos con anterioridad al 1 de abril de 1939 es una norma legal de España promulgada por el dictador Francisco Franco el 31 de marzo de 1969, que puso fin a las responsabilidades penales derivadas de la Guerra civil española, reconocía la prescripción de los delitos y que venía a suponer en la práctica más un indulto, pero no la amnistía de los hechos.
A raíz de la publicación de este Decreto Ley, varias personas perseguidos por la dictadura franquista que permanecían ocultas, los denominados topos de la Guerra Civil, salieron de sus encierros y recuperaron su vida después de haber permanecido encerradas más de treinta años en algunos casos, por miedo a la represión del régimen franquista.

## Contenido
El preámbulo establecía una exposición de los motivos para dictar la citada disposición:

La convivencia pacífica de los españoles durante los últimos treinta años ha consolidado la legitimidad de nuestro Movimiento, que ha sabido dar a nuestra generación seis lustros de paz, de desarrollo y de libertad jurídica como difícilmente se han alcanzado en otras épocas históricas.
 Por ello, y con ocasión de cumplirse el primero de abril de mil novecientos sesenta y nueve treinta años desde la fecha final de la Guerra de Liberación, es oportuno hacer expreso reconocimiento de la prescripción de las posibles responsabilidades penales que pudieran derivarse de cualquier hecho que tenga relación con aquella Cruzada, quedando de esta forma jurídicamente inoperante cualquier consecuencia penal de lo que en su día fue una lucha entre hermanos, unidos hoy en la afirmación de una España común más representativa y, como nunca, más dispuesta a trabajar por los caminos de su grandeza futura...

El artículo primero contenía la declaración fundamental del Decreto-Ley, estableciendo: «Se declaran prescritos todos los delitos cometidos con anterioridad al uno de abril de mil novecientos treinta y nueve».

## Antecedentes
Con anterioridad a este Real Decreto, durante el franquismo se aprobaron varias disposiciones o indultos parciales en relación con la Guerra Civil:
- 9 de octubre de 1945 (Décimo aniversario de la Exaltación del Caudillo a la Jefatura del Estado) Decreto  de  indulto  por  "delitos  de  rebelión  militar, contra la seguridad del Estado o el orden público" (BOE del 20/10/1945, p.1569).[4]
- 17 de julio de 1947, con motivo de la ratificación de la Ley de Sucesión en la Jefatura del Estado (BOE del 1-2/8/1947, p.1254).[5]
- 9 de diciembre de 1949 (BOE del 19-20/12/1949, p.1377).
- 1.º de mayo de 1952, con motivo del XXXV Congreso Eucarístico Internacional de Barcelona (BOE del 1/5/1952, p.434).
- 25 de julio de 1954, con motivo del Año Santo Jacobeo y Mariano (BOE del 25/7/1954, p.824.)
- 31 de octubre de 1958, con motivo de la entronización del papa Juan XXIII (BOE del 6-7/11/1958, p.1497).
- 11 de octubre de 1961, con motivo del XXV aniversario de la Exaltación de Franco a la Jefatura del Estado (BOE del 12/10/1961, p.1250).[6]
- 24 de junio de 1963, indulto general con motivo de la entronización de Pablo VI (BOE del 1-2/7/1963, p.1158).[7]
- 1.º de abril de 1964, con motivo de los XXV Años de Paz Española (BOE del 7/4/1964, p.688. Dicho decreto se vio complementado por el del 2 de mayo BOE del 4-5/5/1964,  p.863 y el del 22 de mayo del mismo año BOE  del  28/5/1964,  p.1014).
- 22 de julio de 1965, indulto general con motivo del Año Jubilar Compostelano (BOE del 24/7/1965, p.1143).[8]
- 10 de noviembre de 1966, a los treinta años del comienzo de la Guerra  Civil (BOE del 12/11/1966, p.2121). Primer indulto de responsabilidades políticas, pero muy matizado.[9]

## Valoración técnica
El contenido de esta disposición proclamaba la prescripción formal de los delitos, lo que realmente no era ninguna novedad ya que el artículo 113 del Código Penal entonces vigente  establecía: «Que los delitos prescriben a los veinte años, cuando la ley señalare al delito las penas de muerte o reclusión mayor y a los quince cuando la pena fuese de reclusión menor». Por tanto, según Juan José del Águila Torres, esta norma no puede ser considerada como una amnistía, tal como defienden Stanley G. Payne y Jesús Palacios en su biografía de Franco.